# Neuoffenbarung
Neuoffenbarung ist ein theologisch-apologetischer Sammelbegriff für neue, den abgeschlossenen Kanon religiöser Schriften ergänzende religiöse Kundgaben, Verlautbarungen oder Niederschriften, vorrangig innerhalb der Offenbarungsreligionen Christentum, Islam und Judentum.

Er ist weniger anwendbar auf östliche Religionen (Buddhismus, Hinduismus, Shintoismus, Daoismus etc.), da diese entweder keinen abgeschlossenen Kanon religiöser Schriften kennen bzw. eine fortwährende Offenbarung durch „Erleuchtete“ annehmen oder keinen persönlichen Gott – als Ursprung der Offenbarung – kennen.

## Charakteristik
Neuoffenbarungen innerhalb der monotheistischen Religionen sind gekennzeichnet durch
- eine Entstehungszeit innerhalb der letzten 500 Jahre
- die schriftliche Fixierung
- die Behauptung, dass die Botschaften direkt göttlichen Ursprungs sind und vom Empfänger nicht verändert wurden
- das Entstehen einer neuen, eigenständigen religiösen Bewegung, basierend auf der neuen Offenbarung
- die Auffassung der Botschaften durch die Anhänger als gottgewollte Ergänzung (oder auch gottgewollten Widerspruch) zur bestehenden, traditionellen Offenbarung
- neue Lehraussagen, die vom orthodoxen Glauben fundamental abweichen
- die teilweise oder vollständige Unabhängigkeit von der/den traditionellen Ursprungs-Offenbarungsreligionen

Der Empfang der Neuoffenbarung ist in den einzelnen Gruppen recht unterschiedlich beschrieben. Sie werden von auserwählten Menschen empfangen in Form von medialem Schreiben, gedanklich begrifflichen oder bildhaften Eingaben, als Vision, als vernommenes „inneres Wort“, als Audition, nacherzählt, nachgesprochen und dabei tontechnisch aufgezeichnet oder direkt niedergeschrieben. Im Falle der Mormonen wurde dem Empfänger der Ort offenbart, an dem er das Buch Mormon finden würde, samt dem Auftrag, dieses mit Hilfe eines durch einen Engel überlassenen Hilfsmittels ins Englische zu übersetzen. Manche Neuoffenbarungsgruppen sind „mediumistisch“, glauben also an den Kontakt mit einer angenommenen Geisterwelt.
Der Empfänger der Botschaft wird oft als Prophet, Medium oder Inkarnation Gottes angesehen.

## Verwandte Begriffe
PrivatoffenbarungNeuoffenbarungen sind, wenngleich nicht immer ganz einfach, von Privatoffenbarungen abzugrenzen (Beispiele siehe dort). Auch bei diesen werden neue Botschaften empfangen und es können sich neue religiöse Gruppen bilden. Diese verlassen jedoch in ihren Lehraussagen nicht den Rahmen ihrer angestammten Religion bzw. Konfession, werden also auch von den Vertretern der traditionellen Religion weiterhin als christlich bzw. islamisch, jüdisch angesehen, wenngleich auch oft mit der abwertenden Bezeichnung Sekte.
Mystik und ProphetieParallelen zu Mystik oder Prophetie sind vorhanden, doch zeigen Neuoffenbarungen auch wesensspezifische Eigenschaften. Will ein Mystiker seine subjektiven Erlebnisse in einem außerhalb seiner üblichen Erfahrungswelt liegenden, höheren Existenzraum in die normale menschliche Begrifflichkeit zurückübersetzen, muss er häufig mangels Entsprechungen annähernde, bildhafte Vergleiche heranziehen. Der Empfänger einer Neuoffenbarung wird nicht derart aktiv, er bleibt stattdessen persönlich unbeteiligt, abwartend und registriert nur das Gedankengut, das angeblich direkt seiner Wahrnehmung zugeführt wurde. Nach ihrem eigenen Verständnis schließt dies eine persönliche Interpretation aus.

## Beispiele

### Neuoffenbarer und religiöse Gruppen
| Offenbarer                                           | Religiöse Gruppen                                                                         | Hintergrund | Größe       |
| ---------------------------------------------------- | ----------------------------------------------------------------------------------------- | ----------- | ----------- |
| Joseph Smith 1805–1844                               | Mormonen (seit 1830) Größte Konfession: Kirche Jesu Christi der Heiligen der Letzten Tage | Christentum | ca. 14 Mio. |
| Mirza Husayn Ali Nuri, genannt Baha’u’llah 1817–1892 | Bahai (seit 1863)                                                                         | Islam       | ca. 6 Mio.  |
| Jakob Lorber 1800–1864                               | Lorberbewegung (seit 1924)                                                                | Christentum | unbekannt   |

Weitere Personen/Gruppen sind aufgelistet unter der Kategorie Neuoffenbarer.

### Synkretistische Neuoffenbarungen
siehe auch: Synkretismus
Synkretistische Neuoffenbarungen verbinden Elemente östlicher Religionen und Weisheitslehren sowie von ethnischen Religionen und Esoterik mit klassischen Elementen christlicher, islamischer oder jüdischer Religion.
- Fiat Lux
- Internationaler Sufi-Orden
- Universelles Leben
- Vereinigungskirche (Moon-Bewegung), v. a. im asiatischen Kulturkreis

### Liste neuoffenbarter Religionsgemeinschaften
- Christliche Gemeinschaft Hirt und Herde
- Christian Science
  - Christliche Wissenschaft
- Die Christengemeinschaft
- Geistchristentum
- Gemeinschaft in Christo Jesu
  - Lorenzianer
- Johannische Kirche
- Liberalkatholische Kirche
- Mormonen
  - Fundamentalistische Kirche Jesu Christi der Heiligen der Letzten Tage
  - Gemeinschaft Christi
  - Kirche Christi mit der Elias-Botschaft
  - Kirche Christi (Temple Lot)
  - Kirche Jesu Christi (Bickertoniten)
  - Kirche Jesu Christi (Cutleriten)
  - Kirche Jesu Christi der Heiligen der Letzten Tage
- Neue Kirche
  - Swedenborgianer

## Bewertung durch die traditionellen Religionen

### Christentum
Nach der Lehre der meisten Kirchen gilt die göttliche Offenbarung mit der Entstehung des biblischen Kanons in der Zeit nach der Auferstehung Jesu Christi als abgeschlossen. Bezugnehmend auf den Hebräerbrief wird auch die Menschwerdung Gottes in seinem Sohn als unüberbietbare Offenbarung dem Menschen gegenüber definiert, so dass alles nachfolgend durch den Geist offenbarte nur auf Jesus Christus zielen und somit nichts grundlegend „Neues“ mehr darstellen kann.
Offenbarungen, die den Rahmen der christlichen Lehre nicht verlassen, werden als Privatoffenbarung bezeichnet. Privatoffenbarungen im katholischen Bereich können durch die Autorität der Kirche als solche anerkannt werden, gehen jedoch nicht in den Kanon ein. Die protestantischen Kirchen unterscheiden sich in ihrem Umgang mit Neuoffenbarern deutlich untereinander – während bei charismatischen Predigern vor allem in der Dritten Welt der Übergang zwischen Orthodoxie und Neuoffenbarung fließend verläuft, sehen die Kirchen der ersten Welt neuoffenbarerische Bestrebungen äußerst kritisch. Es werden spezielle apologetische Einrichtungen, wie z. B. in Deutschland die Evangelische Zentralstelle für Weltanschauungsfragen unterhalten.
Aufgrund des Einflusses der Aufklärung seit dem 18. Jahrhundert, verbunden mit dem Gedanken der Toleranz, sind Verfolgungen der Neuoffenbarer selten. Größere Verfolgungen hatte vor allem das Mormonentum in seiner Frühzeit in den Vereinigten Staaten zu erdulden. Der Gründer, Joseph Smith, kam durch Lynchjustiz zu Tode.

### Islam
Für die Mehrheit der Islamischen Welt gilt die Offenbarung mit dem Koran als abgeschlossen. Mohammed gilt als letzter Prophet, als „Siegel der Propheten“.
Neuoffenbarerische Gruppen mit islamischem Hintergrund unterliegen noch heute in ihren Ursprungsländern, wie beispielsweise die Baha'i im Iran, sowie in vielen anderen islamischen Ländern einer Unterdrückung und Verfolgung durch den Staat und die etablierte Religion. Unter anderem werden Anhänger der Ahmadiyya, deren Begründer sich als der von Mohammed vorausgesagte Prophet und Messias sieht, in zahlreichen islamischen Ländern verfolgt. Die Ahmadiyya-Lehre wird unter den orthodoxen Gelehrten als Irrweg angesehen und die Anhänger dieser Lehre als Apostaten betrachtet.